# Valcke Prefab Beton
Valcke Prefab Beton is een Belgische bouwfirma in Vlamertinge. Het bedrijf produceert stortbeton en prefab beton onderdelen en staat in voor de volledige uitvoering van ruwbouwprojecten voor industriebouw en agrobouw. Het bedrijf werd in 1930 opgericht door Charles Valcke. In 2020 stond de teller op meer dan 20.000 voltooide bouwprojecten.

## Geschiedenis
In 1927 werd door Charles Valcke (1906-1971) 'Charles Valcke – Hosdez' opgericht, een firma die zich richtte op het bouwen van constructies en infrastructuur voor landbouwers. Hier werd op artisanale manier op de binnenkoer van Charles Valcke kleine betonproducten voor de landbouw vervaardigd (afsluitpalen, voederbakken, hondenhokken ... ). Deze zaak groeide snel uit tot een volwaardig bouwbedrijf. 

### Valcke Prefab Beton
De firma werd in 1933 opgericht naar aanleiding van de stijgende lokale vraag van landbouwers voor kippenhokken, opgebouwd uit betonnen platen en staken. De eerste Valcke-loods werd in 1935 gebouwd in Loker. In 1937 werd dan de eerste grote hangaar gebouwd op vraag van landbouwer Jozef Lemahieu-Delva uit Vlamertinge.  

### Tweede Wereldoorlog
In de Tweede Wereldoorlog bracht heel wat uitdagingen met zich mee voor het bedrijf. Zo werd een vrachtwagen van de firma geconfisqueerd door de Duitse bezetters. Verder reden in die periode chauffeurs van de firma geregeld naar Doornik om grondstoffen voor het beton op te halen en tijdens een van deze ritten werd een chauffeur beschoten vanuit een vliegtuig.  

### Naoorlogse periode
In de jaren 50 werkte de firma Valcke Prefab Beton regionaal voor de landbouwsector en lokale KMO's. In 1959 werd de 100e werknemer in dienst genomen. 
Vanaf de jaren 1960 stelde de firma 250 mensen te werk. De jaren 60 zijn gekenmerkt door een uitbreiding van de markten over heel België, en Noord-Frankrijk. In 1962 werd de S.A. Traconord opgericht om beter de Franse markt te bestrijken. In die periode werden modernere montagekranen en transportmiddelen aangeschaft. De eerste grote torencentrale werd in gebruik genomen in 1964.
In 1962 kwam burgerlijk ingenieur Jacques Werquin de ploeg versterken. Hij drukte samen met Charles en Roger zijn stempel op de firma. Door zijn toedoen werden nieuwe spanbetontechnieken ingevoerd. Later werd de heer Werquin algemeen directeur tot zijn plotse overlijden in het jaar 1996. 
Na oprichter Charles Valcke ging het bedrijf over naar zoon Roger. In 1980 ging kleinzoon Carlos Valcke aan de slag in het familiebedrijf. In 2020 ging Carlos Valcke met pensioen en werd de achterkleinzoon - genoemd naar de oorspronkelijke oprichter Charles Valcke - algemeen directeur.  
Ter ere van oprichter Charles Valcke werd in 2003 het Charles Valcke Plein ingehuldigd in het centrum van Vlamertinge.
In 2020 bestond het bedrijf 90 jaar. In de volledige bestaansgeschiedenis bleef het bedrijf vier generaties lang in familiaal bezit.  
Anno 2021 is Valcke Prefab Beton nog steeds een prefab beton producent- en bouwbedrijf. Het volledige fabrieksterrein bevat de totale productie en strekt zich uit over zo’n 25 hectare. In het totaal werden tijdens de bestaansgeschiedenis van het bedrijf al meer dan 20.000 projecten uitgevoerd. Het bedrijf specialiseert zich in bouwprojecten voor agrobouw en industriebouw en telt meer dan 400 werknemers. Daarmee is het bedrijf de grootste werkgever van Vlamertinge. 